# Вонж
Вонж (фр. Vonges) — коммуна во Франции, находится в регионе Бургундия. Департамент коммуны — Кот-д’Ор. Входит в состав кантона Понтайе-сюр-Сон. Округ коммуны — Дижон.
Код INSEE коммуны — 21713.

## Население
Население коммуны на 2010 год составляло 347 человек.
| 1962 | 1968 | 1975 | 1982 | 1990 | 1999 | 2010 |
| ---- | ---- | ---- | ---- | ---- | ---- | ---- |
| 712  | 612  | 504  | 325  | 283  | 313  | 347  |

## Экономика
В 2010 году среди 229 человек трудоспособного возраста (15—64 лет) 162 были экономически активными, 67 — неактивными (показатель активности — 70,7 %, в 1999 году было 74,2 %). Из 162 активных жителей работали 150 человек (81 мужчина и 69 женщин), безработных было 12 (4 мужчины и 8 женщин). Среди 67 неактивных 24 человека были учениками или студентами, 29 — пенсионерами, 14 были неактивными по другим причинам.